# Pinché à crête blanche
 (décembre 2022).
Si vous disposez d'ouvrages ou d'articles de référence ou si vous connaissez des sites web de qualité traitant du thème abordé ici, merci de compléter l'article en donnant les références utiles à sa vérifiabilité et en les liant à la section « Notes et références ».
En pratique : Quelles sources sont attendues ? Comment ajouter mes sources ?
Saguinus oedipus · Tamarin à crête blanche
 (avril 2010).
Espèce
Statut de conservation UICN

 CR A2cd : 
En danger critique
Statut CITES
Le Pinché à crête blanche ou Tamarin à crête blanche (Saguinus oedipus) est une espèce de primates arboricoles de la famille des Callitrichidae, présente seulement dans certaines régions de la Colombie (Amérique du Sud).

## Autres noms et étymologie
Le nom vernaculaire de ce primate est le tamarin pinché ; en anglais il est appelé cotton-top tamarin (« tamarin à tête de coton »), en allemand Lisztaffe (en allusion à la chevelure blanchie du compositeur Franz Liszt), et en colombien tití piel roja (« tamarin à poils roux »), mico tití cabeza blanca, tití leoncito, ou encore tití cabeza de algodón (« tamarin à tête de coton »).
Le nom d'espèce oedipus (« aux pieds enflés ») se réfère aux pieds et mains du primate dotés de longues griffes.

## Morphologie

### Mensurations
Le pinché à crête blanche mesure en moyenne 50 cm, dont 37 cm pour la queue. Les mâles pèsent 410 g et les femelles 430 g, ces valeurs peuvent atteindre 565 à 700 g en captivité. Le cerveau pèse 9 g. Le rapport de longueur bras/jambes est de 0,74.

### Pelage
La robe du primate est soyeuse : le dos est brun, parfois givré d’argenté et de jaunâtre, la croupe et l'arrière des cuisses roux. Le reste du corps (membres et abdomen) varie du blanc jaunâtre au blanc crème. La queue est marron-rouge sombre sur le premier tiers (couleur qui s’étend autour de la base de la queue et aux cuisses) et noirâtre sur les deux derniers tiers. La face est noire avec quelques poils blancs sur le front et autour du museau. La crinière léonine multiplie par trois à quatre le volume réel de la tête. Les juvéniles ont de courts poils blancs sur la crête. Le roux est parfois la couleur dominante.

## Écologie et comportement

### Locomotion
Le pinché est un quadrupède alerte, vif et très actif. Il est capable de bonds de plus de 3 m dont il corrige la direction à l’aide de sa queue, faisant aussi office de stabilisateur de vol. Dans les hauteurs des branches, sa queue non préhensile devient encombrante, le primate l'enroule en spirale entre ses jambes, trouvant parfois appui sur elle pour se stabiliser.

### Régime alimentaire
Il s'agit d'un animal frugivore-insectivore-exsudativore : son régime alimentaire est composé en moyenne de 38 % de fruits, 40 % d'insectes et 12 % d'exsudats (sève, nectar). Il consomme aussi des vertébrés (oiseaux, jeunes lézards et petites grenouilles) et des œufs d'oiseaux. Les oiseaux sont mordus à la tête, débarrassés de leur bec puis dévorés. Dans la réserve naturelle des Montes de María (station de Colosó), il utilise plus de 60 espèces d'arbres appartenant à au moins 28 familles différentes. Il consomme notamment les fruits du palo de agua (Tichanthera sp.), du manguier, du muneco (Cordia bicolor), des figuiers, des cécropias et du raisin de montagne, la gomme du caracolí (Anacardium excelsum (es)), du Mombin jaune, du coca de mico (Erythroxylon sp.), de l’aguacatillo (Nectandra sp.), du chicho (Enterolobium sp.), du campano (Pithecellobium saman) et du cedro (Cedrela odorata), les fleurs du Génipap (Genipa americana), du ceiba (Pseudobombax septenatum) et des brosimums (Brosimum sp.). À l'Hacienda el Ceibal, il consomme le nectar de la guanabana matimba (Annona purpurea), du bejuco unita (Macfadyena unguis-cati) et du peinicillo (Combretum fruticosum).
Cet animal boit la rosée sur les feuilles sans prendre le risque de descendre s’abreuver à terre. Avec certains autres Callitrichidae (Callithrix flaviceps, Leontopithecus rosalia), les singes néotropicaux monogames (titis et douroucoulis), les gibbons et les chimpanzés, c'est l'un des rares primates à pratiquer le partage de la nourriture. Lorsque les parents sont réticents à céder leur part, le partage s'apparente davantage à un chapardage consenti qu'à un don.

### Relations inter et intraspécifiques

#### Dispersion
Les deux sexes s'intègrent dans des groupes voisins à tous âges, les adultes plus fréquemment que les jeunes et les enfants. Les mâles étrangers à un groupe y entrent plus facilement à la suite de la mort du mâle résident. Un individu extérieur, peu importe son sexe, peut assumer immédiatement une fonction reproductive dans son nouveau groupe dans le meilleur des cas, ou accepter un rôle de subordonné jusqu’à ce que se présente une opportunité (départ ou disparition des individus alpha). Il peut aussi entrer en compétition avec l'individu dominant et parvenir à le renverser au bout d’une guerre d’usure. Les transferts entraînent ainsi des rivalités qui débouchent parfois sur la séparation du groupe en deux.

#### Communication orale
La communication orale est composée d'au moins 38 sons ou combinaisons identifiés et découpés en six classes : 
1. Appels à fréquence simple de courte durée (8 types de pépiements, entre 20,8 et 100 ms) ou de longue durée (2 types dans des contextes soit de mobbing soit de jeu au corps à corps) ;
2. 9 vocalisations pulsées (un gazouillis, 3 types de babils et cinq types de trilles) ;
3. Sifflements simples (5 types, différant par leur modulation) ;
4. Sifflements multiples (6 types, ascendants ou descendants) ;
5. Combinaisons de vocalisations basiques (5 types, dont une association de pépiement et de sifflement) ;
6. Appels bruyants (3 types, dont cri perçant et éternuement).

Mais elle comporte également de courts gazouillis d’oiseau modulés ou de longs sifflements. Son répertoire inclut aussi l’appel long émis à une fréquence (1 à 1 kHz) plus basse que chez les autres Callitrichidae, sauf chez le Pinché à nuque rousse (S. geoffroyi). Il peut aussi produire un cri de contact ‘te’ aigu, des trilles d’alerte, des ‘tsik’ lors du challenge d’un prédateur, un sifflement aigu pour les rapaces, un couinement de soumission, une vocalisation de jeu propre aux enfants. Lors du partage de la nourriture, adultes et enfants vocalisent, produisant des séquences rapides. Gazouillis et sifflements peuvent être répétés plusieurs fois durant une séquence, les premiers précédant toujours les seconds, chaque note étant émise en decrescendo (diminution constante de la fréquence). L’animal parvient à associer des éléments vocaux propres à divers cris. Ainsi, après une alerte et pour signifier que « tout va bien », il combine un cri d’alarme et une note sifflée émise normalement dans une situation calme. En outre, les individus des deux sexes peuvent combiner des appels territoriaux mâles et femelles.
Il a été démontré que ces tamarins sont en mesure d'interrompre leurs vocalisations lorsqu'ils entendent un bruit blanc. Autre trait singulier de l’espèce, certains de ses cris sont strictement associés à un contexte alimentaire.

#### Autres moyens de communication
- Communication visuelle : il hérisse les poils de sa crinière pour signaler une menace modérée. Pour montrer sa dominance ou exprimer une agression, il se lève sur ses deux pattes arrière. Trahit également ses émotions par moult expressions faciales.
- Communication olfactive : les femelles procèdent au marquage par le biais de sécrétions glandulaires et de dépôts d’urine.

#### Domaine
La superficie du domaine vital est de l'ordre de 7 à 10 ha. Très territorial, le Pinché à crête blanche défend son domaine par des marquages olfactifs, en poussant des cris, en pourchassant les intrus, en agitant la langue, en présentant sa crête et en exposant sa zone génitale. La densité de population sur ce territoire varie de 30 à 180 individus par km².

#### Taille du groupe
En moyenne, un groupe est composé de 3 à 9 individus, mais l'effectif peut varier entre 1 et 19. Des individus solitaires peuvent également être observés. Le groupe est composé d'un couple dominant et de quelques jeunes des deux sexes.

#### Structure sociale et système de reproduction
Groupe multimâle et multifemelle, pratiquant principalement la polyandrie, la polygynie est rare et la monogamie fonctionnelle. Une seule femelle se reproduit (rarement deux), en s'étant accouplée avec divers mâles. Ses filles ne se reproduisent pas et ne produisent même pas d’ovulation (placées hors du groupe natal et exposées à des mâles étrangers, elles perdent instantanément cette capacité reproductrice). Assez souvent, un seul couple se reproduit. Une fille fécondée peut être expulsée du groupe par sa mère avant la mise bas.

### Activité
C'est un animal diurne arboricole qui parcourt en moyenne chaque jour 1,7 km. Sa période d'activités commence une heure après le lever du soleil, pour se terminer quelques heures avant le coucher du soleil, où il se couche dans une fourche d'un grand arbre. Il recherche la majorité de ses aliments dans la strate moyenne.

### Reproduction
La maturité sexuelle des femelles est atteinte à 18 mois et leur cycle œstral est de 15 jours ; chez les mâles, la maturité sexuelle est atteinte à 24 mois.
Durant l’accouplement, le mâle agrippe les flancs de sa partenaire. Les naissances ont le plus souvent lieu entre janvier et juin, avec deux mises bas par an. Après environ 5 mois de gestation (140 jours), deux faux jumeaux viennent au monde, qui pèsent chacun 15 à 20 % du poids maternel. La portée unique représente 34 % des cas et les triplés 2 %. Le pic de naissances se situe en avril-mai (en captivité), avec presque deux fois plus de mâles que de femelles.

#### Développement
Les bébés ouvrent les yeux au troisième jour et peuvent marcher à 3 semaines. La mère ne prend ses jumeaux que pour l’allaitement et en laisse la charge au père lorsqu’elle part en quête de nourriture à partir du dixième jour en moyenne. Ils prennent leur premier aliment solide à 5-6 semaines (en captivité), donné le plus souvent par un mâle adulte. Frères et sœurs portent aussi les jeunes sur leur dos et les nourrissent. Même les membres récemment immigrés sont activement engagés dans le soin aux enfants et sont souvent observés dans une position de sentinelle. Les enfants restent sur le dos parental jusqu’à 6-7 semaines, acquièrent leur indépendance à 2,5 mois, mais partagent encore la nourriture avec leurs parents. Entre 7 et 9 mois, ils arrêtent de dormir sur le dos de leurs parents. La contribution de la mère au soin des enfants reste indépendante de la taille du groupe. Toutefois, on a observé que l’augmentation de la taille du groupe va de pair avec l’accroissement du taux de survie des enfants : 40 % seulement des enfants survivent s’ils ont trois soigneurs alors que presque tous survivent dans un groupe d’au moins 5 individus. En captivité, on a observé qu’une jeune mère n’ayant jamais été assistante ne parvient jamais à faire survivre son premier enfant.
Le Pinché à crête blanche peut vivre jusqu'à 13 ans et demi.

## Répartition et habitat

### Distribution géographique
On peut trouver le pinché dans : des forêts-refuges de la vallée du Río Nechí et de la Serranía de San Lucas, du Nord-nord-ouest de la Colombie ; du Río Atrato à l’ouest jusqu’au bas Río Magdalena à l’est, au nord jusqu’à la côte caraïbe au niveau de Barranquilla, au sud jusqu’à la Serranía de San Jerónimo, la Serranía de Ayapel et le bas Río Cauca au niveau de l’extrémité septentrionale de la Cordillère occidentale. Les départements concernés sont : nord-est du Chocó, Valle del Cauca, nord-ouest de l’Antioquia, Sucre, ouest du Bolívar, Córdoba et Atlántico.

### Habitat
Bien qu'exclusivement arboricole, on le trouve en Colombie dans une grande diversité d'habitats : forêt tropicale humide de plaine (Choco-Darién), forêt humide de montagne (Andes et Sierra Nevada de Santa Marta à l’extrême nord), savane épineuse sèche dans les prairies du nord, en lisière de forêt et jusqu’à 1 500 m d’altitude.

## Menaces et conservation

### Menaces
Malgré sa capacité à coloniser de nombreux types de forêt, la destruction de plus des trois quarts de son habitat originel menace l’espèce de disparition. Chaque année, 5 000 km2 de forêts colombiennes disparaissent. La partie sud de Paramillo est menacée d’inondation par la création de barrages hydroélectriques sur les Rios Sinú et San Jorge. D’autres menaces pèsent sur lui, comme le développement du marché local d’animaux de compagnie et la recherche. Des dizaines de milliers de spécimens ont été exportés aux États-Unis pour la recherche biomédicale (colite, cancer du côlon, virus d’Epstein-Barr) dont une partie pour de l'élevage. Le cancer du côlon spontané chez les populations captives représente un inconvénient pour son élevage.

### Effectifs et statut
On estime la population à 2000 à 3000 dans la nature (leur effectif en baisse). Son statut UICN en 2021 le place en « danger critique d’extinction ».

### Protection
Des réserves naturelles ont été mises en place pour aider au maintien de la population de pinchés à crête blanche. N de Los Katios, PN de Paramillo (4 600 km2), RN de Montes de María, R. nationale de Horizontes, Hacienda El Ceibal et S. de Los Colorados. Introduit dans le PN de Tayrona, dans plusieurs zones forestières autour de Cali et dans la forêt de Yotoco (Chocó). Le gouvernement colombien semble s’être ému de la situation catastrophique de ce primate. Le programme d’éducation « Proyecto Tití » utilise le Pinché à crête blanche comme porte-drapeau de la conservation des espèces en Colombie. Sur l’île de Maui, à Hawaii, une douzaine de spécimens donnés par un laboratoire biomédical vivent et se reproduisent dans le Sanctuaire de primates du Pacifique.